# 幼赫壳蛞蝓
幼赫壳蛞蝓（学名：Hermania infantilis）为壳蛞蝓科赫壳蛞蝓属的动物。分布于日本以及中国大陆的海南等地，属于暖水性种类。其常生活于潮下带浅水区的砂-碎壳质底。